# Thomson Reuters
Thomson Reuters Corporation és un conglomerat de mitjans multinacionals canadenc. L'empresa es va fundar a Toronto, Ontario, Canadà, on té la seu corporativa, ubicada al Bay Adelaide Centre.
Thomson Reuters va ser creada per la compra per part de la Thomson Corporation de l'empresa britànica Reuters Group l'abril de 2008 i és propietat majoritàriament de The Woodbridge Company, un holding privat de la família Thomson.